# 楊思勗
杨思勗（653年—740年4月16日），罗州石城县人，唐朝宦官，本为苏姓，随养父姓氏。少年时为给事内侍省，跟随唐玄宗讨韦后、太平公主，擢升为左监门卫将军，唐玄宗倚重他。

## 生平
景龙元年（707年）七月重俊之变时，用剑斩杀李多祚。因功被拜为银青光禄大夫、内常侍。
开元初年，安南都护府梅叔鸾叛乱，号称黑帝，联合三十二州之众，勾结林邑、真腊、金邻等国，号称四十万。杨思勗请出征，唐玄宗募首领子弟十万，与安南大都护光楚客，从马援故道进军，出其不意，梅叔鸾大败，将尸体建成京观还军。梅叔鸾等两万人被生擒，斩首十万级。因功拜为镇军大将军。胡人康愿子反叛，杨思勗也参与讨伐。
天宝元年（724年），五溪首领覃行章反唐，杨思勗为黔中招讨使，率兵六万，擒获覃行章，斩首三万级，杨思勗因功进封为辅国大将军，跟随皇帝封禅泰山，为骠骑大将军，封虢国公。
邕州封陵獠梁大海反唐，攻破宾、横等州，杨思勗平定了他，擒获梁大海等三千人。
泷州蛮陈行範自称天子，其部下何游鲁号称定国大将军，冯璘号称南越王，攻破州县四十。杨思勗征发永、道、连三州兵，淮南十万弩士，斩杀何游鲁、冯璘。陈行範逃到盘辽诸洞，杨思勗率军穷追，生擒了他，坑杀其党六万，获得马匹金银钜万计。杨思勗死的时候八十岁。
杨思勗性情残忍，敢杀戮，所得俘虏，必剥脸皮、敲脑壳，将士对他非常害怕，以这种情况能立功。内给事牛仙童受张守珪贿赂，唐玄宗把牛仙童交给杨思勗杀他。杨思勗把他绑上，挖心，截断手足，剔肉来吃，肉被剔光才死。

## 家庭

### 父母
- 苏历，罗州大首领，赠罗州刺史
- 陈氏，雷州大首领陈元之女，赠颍川郡太夫人、徐国夫人。开元九年四月（721年5月）去世[2][3]。

## 延伸阅读
[在维基数据编辑]
 《舊唐書·卷184》，出自刘昫《舊唐書》
 《新唐書·卷207》，出自《新唐書》